# I Never Sang for My Father
I Never Sang for My Father (Brasil: Meu Pai, Um Estranho / Portugal: Choque de Gerações) é um filme norte-americano de 1970, do gênero drama, dirigido por Gilbert Cates  e estrelado por Melvyn Douglas e Gene Hackman.

## Produção
Extremamente depressivo, I Never Sang for My Father é a adaptação da peça de teatro homônima de Robert Anderson, representada, com prejuízo financeiro, 124 vezes na Broadway entre janeiro e maio de 1968.
O tema -- conflitos familiares -- é um velho favorito do teatro americano, de Eugene O'Neill a Arthur Miller. Em I Never Sang for My Father, um professor e seu pai irascível tentam compreender-se e estabelecer uma comunicação.
Em sua estreia no cinema, o diretor Gilbert Cates, vindo da televisão, não consegue esconder as origens teatrais da história, apesar dos esforços do roteiro, escrito pelo próprio autor da peça.
Tanto Melvyn Douglas quanto Gene Hackman foram indicados ao Oscar. Hackman levaria a estatueta no ano seguinte por The French Connection (1971). Ken Wlaschin lista as atuações de ambos em I Never Sang for My Father entre as melhores de suas carreiras.

## Sinopse
Gene Garrison, professor em Nova Iorque, anuncia que vai casar-se e passar a viver na Califórnia. A mãe aprova sua decisão, mas o adverte de que isso poderia ter um efeito negativo em seu pai, que está cada dia mais amargo. Às vésperas do casamento, a mãe morre e Gene precisa ajudar o velho a atravessar aquela fase difícil. A questão é: os dois conseguirão aceitar-se mutuamente, eles que sempre foram distantes um do outro?

## Premiações
| Patrocinador                                            | Prêmio        | Categoria                                                                                   | Situação      |
| ------------------------------------------------------- | ------------- | ------------------------------------------------------------------------------------------- | ------------- |
| Academia de Artes e Ciências Cinematográficas           | Oscar         | Melhor Ator (Melvyn Douglas) Melhor Ator Coadjuvante (Gene Hackman) Melhor Roteiro Adaptado | Indicado      |
| Associação de Correspondentes Estrangeiros de Hollywood | Golden Globe  | Melhor Filme Dramático Melhor Ator em Filme Dramático (Melvyn Douglas)                      | Indicado      |
| Motion Picture Exhibitor                                | Laurel Awards | Melhor Ator Dramático (Melvyn Douglas)                                                      | Quinto lugar  |
| National Board of Review                                | NBR Award     | Dez Melhores Filmes de 1970                                                                 | Escolhido     |
| Writers Guild of America                                | WGA Award     | Melhor Roteiro Adaptado                                                                     | Vencedor      |
| New York Film Critics Circle Awards                     | NYFCC         | Melhor Ator (Melvyn Douglas)                                                                | Segundo Lugar |

## Elenco
| Ator/Atriz        | Personagem           |
| ----------------- | -------------------- |
| Melvyn Douglas    | Tom Garrison         |
| Gene Hackman      | Gene Garrison        |
| Dorothy Stickney  | Margaret Garrison    |
| Estelle Parsons   | Alice                |
| Elizabeth Hubbard | Doutora Peggy Thayer |
| Lovelady Powell   | Norma                |
| Daniel Keyes      | Mayberry             |
| Conrad Bain       | Reverendo Sam Pell   |
| Jon Richards      | Marvin Scott         |